# Ned Azemia
Ned Justeen Azemia (* 21. August 1997) ist ein Hürdenläufer von den Seychellen, der sich auf die 400-Meter-Distanz spezialisiert hat.

## Sportliche Laufbahn
Erste internationale Erfahrungen sammelte Ned Azemia im Jahr 2014, als er bei den Juniorenweltmeisterschaften in Eugene in der ersten Runde über 400 m Hürden disqualifiziert wurde. Anschließend schied er bei den Afrikameisterschaften in Marrakesch mit 55,72 s im Vorlauf aus und verpasste mit der seychellischen 4-mal-100-Meter-Staffel mit 41,86 s den Finaleinzug. Im Jahr darauf belegte er bei den Juniorenafrikameisterschaften in Addis Abeba in 55,84 s den siebten Platz im Hürdenlauf und schied mit der Staffel mit 42,46 s im Vorlauf aus. 2016 erreichte er bei den U20-Weltmeisterschaften in Bydgoszcz das Halbfinale und schied dort mit 51,64 s aus und daraufhin startete er dank einer Wildcard bei den Olympischen Sommerspielen in Rio de Janeiro und kam dort mit neuem Landesrekord von 50,74 s nicht über die Vorrunde hinaus.
2017 belegte er bei den Spielen der Frankophonie in Abidjan in 51,35 s den fünften Platz über 400 m Hürden und gewann mit der 4-mal-100-Meter-Staffel in 40,31 s die Bronzemedaille hinter den Teams aus der Elfenbeinküste und Kanada. Zudem begann er ein Studium an der University of Texas at El Paso in den Vereinigten Staaten. Im Jahr darauf schied er bei den Afrikameisterschaften in Asaba mit 52,01 s im Vorlauf aus und auch bei den Afrikaspielen 2019 in Rabat kam er mit 50,81 s nicht über die Vorrunde hinaus. Anschließend startete er bei den Weltmeisterschaften in Doha und schied dort mit 52,58 s in der ersten Runde aus. 2021 nahm er erneut an den Olympischen Sommerspielen in Tokio teil und schied dort mit 51,67 s in der ersten Runde aus.
2022 kam er bei den Weltmeisterschaften in Eugene mit 53,07 s nicht über die Vorrunde über 400 m Hürden hinaus und belegte kurz darauf bei den Commonwealth Games in Birmingham in 51,71 s den siebten Platz.

## Persönliche Bestleistungen
- 400 Meter: 47,77 s, 8. April 2017 in Réduit
  - 400 Meter (Halle): 48,29 s, 11. Januar 2019 in College Station (Landesrekord)
- 400 Meter Hürden: 49,82 s, 19. Mai 2018 in El Dorado (Landesrekord)